# Gnaeus Servilius Caepio (Konsul 141 v. Chr.)
Gnaeus Servilius Caepio entstammte der römischen Patrizierfamilie der Servilier und war 141 v. Chr. Konsul.

## Leben
Gnaeus Servilius Caepio war ein Sohn des gleichnamigen Konsuls von 169 v. Chr., da er nach dem Zeugnis des römischen Autors Valerius Maximus der ältere Bruder des Konsuls von 140 v. Chr., Quintus Servilius Caepio, war.
Gemeinsam mit Quintus Pompeius gelangte Caepio 141 v. Chr. zum Konsulat. In dieser Funktion wurde er vom Senat beauftragt, die Untersuchungen gegen den wegen Bestechungen angeklagten Lucius Hostilius Tubulus zu leiten. Aus einer Anfang des 20. Jahrhunderts neu aufgefundenen Epitome des Geschichtswerks des Historikers Titus Livius ist als bis dahin unbekanntes historisches Detail eine römische Niederlage gegen den am Balkan siedelnden keltischen Volksstamm der Skordisker zu entnehmen, doch hält der Althistoriker Friedrich Münzer es für unwahrscheinlich, dass der unglückliche Feldherr Caepio war.
Um 138 v. Chr. wurde gegen Quintus Pompeius ein Gerichtsverfahren angestrengt, da er Erpressungen begangen haben sollte. Gegen ihn sagte in diesem Prozess sein ehemaliger Konsulatskollege Caepio aus, ebenso dessen Bruder Quintus sowie das Brüderpaar Quintus Caecilius Metellus Macedonicus und Lucius Caecilius Metellus Calvus. Obwohl alle vier Belastungszeugen sehr angesehen und einflussreich waren, wurde Pompeius freigesprochen. In den in Latium gelegenen Städten Sinuessa und Minturnae brach 133 v. Chr. ein Sklavenaufstand aus, den Caepio und Quintus Caecilius Metellus Macedonicus niederschlugen.
Das hohe Amt eines Zensors erreichte Caepio 125 v. Chr.; sein Kollege war Lucius Cassius Longinus Ravilla. Zur Wasserversorgung von Rom ließen sie das Aquädukt Aqua Tepula errichten. Caepios Todesjahr ist nicht bekannt.